# Żerechowa-Kolonia
Żerechowa-Kolonia – część wsi Żerechowa w Polsce, położona w województwie łódzkim, w powiecie piotrkowskim, w gminie Łęki Szlacheckie.
W latach 1975–1998 Żerechowa-Kolonia administracyjnie należała do województwa piotrkowskiego.